# Miltochrista miniata
Pour les articles homonymes, voir Rosette.
Espèce
La Rosette (Miltochrista miniata) est une espèce paléarctique de lépidoptères (papillons) de la famille des Erebidae et de la sous-famille des Arctiinae.

## Répartition
On trouve cette espèce dans les régions tempérées de l'écozone paléarctique.

## Description
L'imago a une envergure de 23 à 27 mm.

## Biologie
Sa chenille se nourrit sur des lichens.
Il vole de juin à septembre suivant les régions.

## Systématique
L'espèce actuellement appelée Miltochrista miniata a été décrite par l'entomologiste Johann Reinhold Forster en 1771, sous le nom initial de Phalaena miniata,.

### Synonymie
- Phalaena miniata Forster, 1771 — Protonyme
- Bombyx rosea Fabricius, 1775[3]
- Noctua rubicunda Denis & Schiffermüller, 1775[4]
- Pyralis minialis Thunberg, 1784[5]
- Phalaena rosacea Fourcroy, 1785
- Phalaena Tortrix roseana de Villers, 1789
- Calligenia crogea Bignault, 1880[6]
- Miltochrista virginea Delahaye, 1896[7]
- Miltochrista flava Meyer, 1906[8]
- Miltochrista confluens Lambill., 1906[9]
- Miltochrista deleta Höfer, 1924
- Miltochrista destrigata Dannehl, 1928
- Miltochrista miniata f. nigricirris Lucas, 1959
- Miltochrista miniata f. intensa Lempke, 1961[10]
- Miltochrista miniata f. intermedia Lempke, 1961[10]
- Miltochrista miniata f. dentatelineata Lempke, 1964[11]
- Miltochrista miniata mosbacheri Roesler, 1967[12]